# Prato Carnico
Prato Carnico là một đô thị ở tỉnh Udine trong vùng Friuli-Venezia Giulia thuộc Ý, có cự ly khoảng 120 km về phía tây bắc của Trieste và khoảng 60 km về phía tây bắc của Udine. Tại thời điểm ngày 31 tháng 12 năm 2004, đô thị này có dân số 1.038 người và diện tích là 81,3 km².
Prato Carnico giáp các đô thị: Comeglians, Forni Avoltri, Ovaro, Rigolato, Sappada, Sauris, Vigo di Cadore.